# Ingvard Henrik Linnemann
Ingvard Henrik Linnemann (22. august 1818 i Vejle – 11. februar 1892 i København) var en dansk præst og politiker, bror til Johan og Stephan Linnemann.
Han var søn af agent, svensk-norsk vicekonsul Andreas Deichmann Linnemann og Ane Marie f. Smidt, og brorsøn af Thomas Linnemann.
Han blev dimitteret fra Borgerdydskolen i København 1835, tog 1840 teologisk embedseksamen og fik næste år accessit for en teologisk prisopgave, hvorefter han rejste udenlands i 2 år, i hvilken tid han især studerede i Berlin og Heidelberg. Han konstitueredes 1844 som adjunkt i Randers, hvor han 1846 blev overlærer ved friskolen og overdegn ved Skt. Mortens Kirke. Han kaldtes 1851 til sognepræst for Øse og Næsbjerg i Ribe Stift, hvorfra han 1856 forflyttedes til Ovsted og Tåning i Aarhus Stift og 1868 til Raklev i Holbæk Amt; 1880 udnævntes han til provst for Arts og Løve Herreder og entledigedes 1885 som provst og sognepræst. Han døde i København 11. februar 1892. Han ægtede Sophia Maria Bech (født i Randers 15. juni 1830), datter af læge Hans Bech.
Linnemann valgtes 1848 i Randers til medlem af Den Grundlovgivende Rigsforsamling og genvalgtes sammesteds til folketingsmand 1849, men nedlagde sit mandat 7. august 1851, da han blev sognepræst. Han valgtes til medlem af Rigsrådets Landsting i 10. kreds 1864, og i Rigsdagens Landsting sad han i årene 1882-1890, valgt i 2. kreds. Uden egentlig at indtage nogen fremragende plads i Rigsdagen nød han en ved sin kundskabsrigdom og arbejdsdygtighed velfortjent anseelse og havde ikke ringe indflydelse især på kirkelige spørgsmåls afgørelse. Det er et vidnesbyrd om den agtelse, han vandt på de egne, hvor han blev kendt, at han var medlem af Skanderborg Amtsråd 1861-1868 og af Holbæks 1871-1883.